# 모란지수

흰색과 검은색 사각형들이 완벽하게 분산되어 있다면, 공간 인접성에 기반한 룩(Rook) 이웃 정의를 사용할 때 모란지수는 − 1이 될 것이다. 만약 흰색 사각형들이 보드의 한쪽 절반에, 검은색 사각형들이 다른 쪽 절반에 모여 있다면, N이 증가함에 따라 모란지수는 +1에 가까워질 것이다. 사각형 색상이 무작위적으로 배열된 경우 모란지수는 0에 가까워진다.

통계학에서, 모란지수(영어: Moran's I)는 패트릭 알프레드 피어스 모란이 개발한 공간적 자기상관의 측정 지표이다. 공간적 자기상관은 공간적으로 인접한 위치들 간 신호의 상관관계가 나타나는 특징을 보인다. 공간적 자기상관은 공간 상관관계가 다차원적(2차원 또는 3차원 공간)이고 다방향적이므로 1차원적 자기상관보다 더 복잡하다.

## 전역적 모란지수
전역적 모란지수(영어: Global Moran's I)는 공간 데이터의 전반적인 군집(clustering) 정도를 측정하는 지표이며, 정의는 다음과 같다.
{\displaystyle I={\frac {N}{W}}{\frac {\sum _{i=1}^{N}\sum _{j=1}^{N}w_{ij}(x_{i}-{\bar {x}})(x_{j}-{\bar {x}})}{\sum _{i=1}^{N}(x_{i}-{\bar {x}})^{2}}}}
여기서,
- {\displaystyle N}은 {\displaystyle i}와 {\displaystyle j}로 색인되는 공간 단위의 개수,
- {\displaystyle x}는 관심 변수,
- {\displaystyle {\bar {x}}}는 {\displaystyle x}의 평균,
- {\displaystyle w_{ij}}는 대각선이 0인 공간 가중치 행렬의 요소(즉, {\displaystyle w_{ii}=0}),

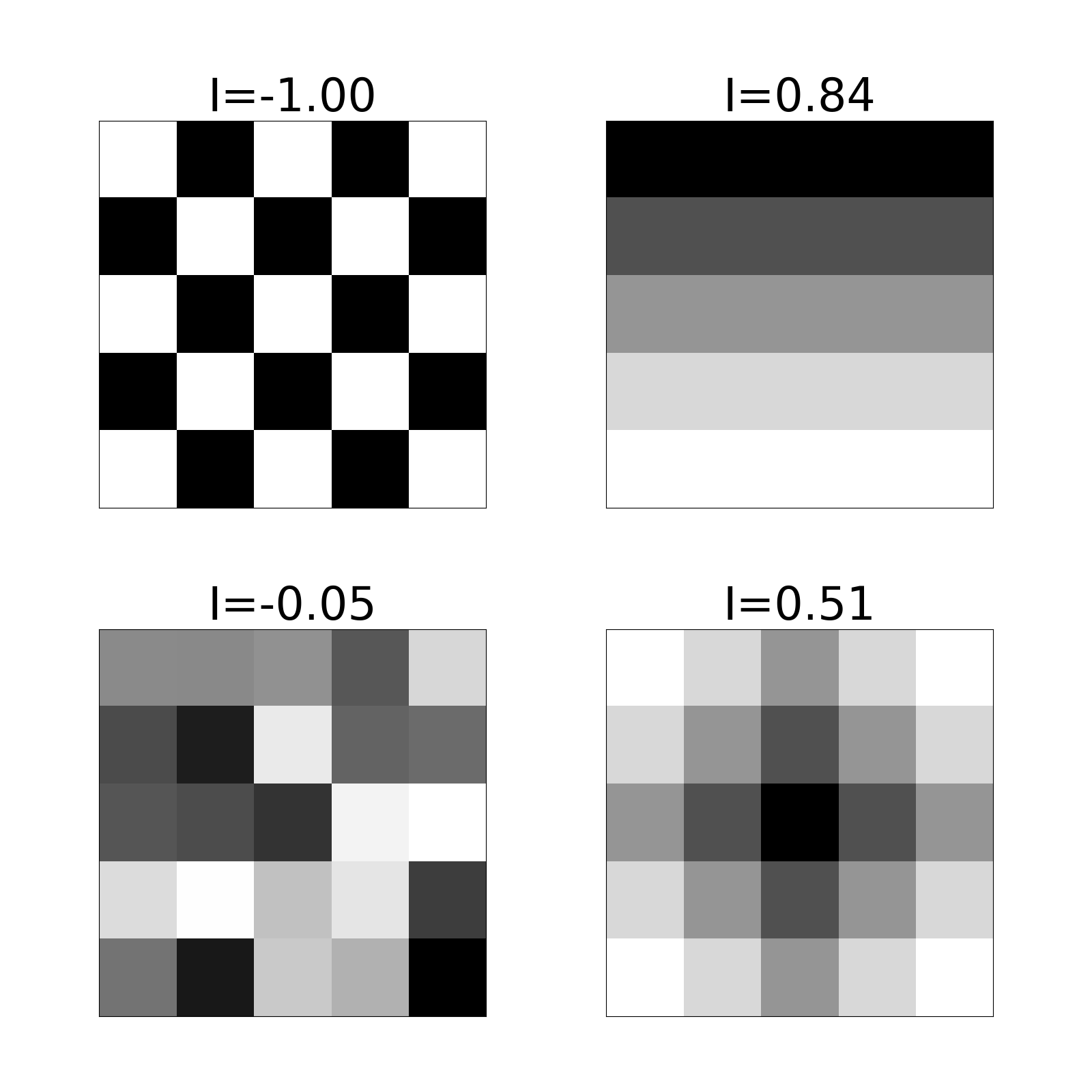
다음은 다양한 공간 패턴에 대해 계산된 모란지수 통계량이다. 각 격자 셀에 대해 룩 이웃을 사용하여 의 이웃 에 대해 로 설정한 다음, 가중치 행렬을 행 정규화한다. 왼쪽 상단은 반상관 관계를 보여주며 음의 I 값을 나타내고, 오른쪽 상단은 공간 기울기를 보여주며 큰 양의 I 값을 나타낸다. 왼쪽 하단은 무작위 데이터를 보여주며 I 값이 0에 가깝게 나오며(또는), 오른쪽 하단은 '잉크 얼룩' 또는 확산 패턴을 보여주며 양의 자기상관을 나타낸다.

- {\displaystyle W}는 모든 {\displaystyle w_{ij}}의 합(즉, {\displaystyle W=\sum _{i=1}^{N}\sum _{j=1}^{N}{w_{ij}}})이다.

### 공간 가중치 행렬 정의
모란지수({\displaystyle I}) 값은 공간 가중치 행렬 {\displaystyle w_{ij}}에 내재된 가정에 따라 크게 달라질 수 있다. 공간적 자기상관을 다루고 공간적 상호작용을 모델링하려면 이 행렬을 통해 고려할 이웃의 수를 제한하는 구조를 부여하여야 한다. 이는 "모든 것은 다른 것과 연관되어 있지만 가까이 있는 것은 멀리 있는 것보다 더 연관되어 있다"는 토블러의 지리학 제1법칙과 관련된다. 즉, 이 법칙은 공간 거리 감쇠 함수를 내포하며, 모든 관측치가 다른 모든 관측치에 영향을 미치더라도 특정 거리 임계값을 넘어서면 그 영향은 무시할 수 있음을 의미한다.
이러한 접근 방식은 다루고자 하는 특정 공간 현상에 대한 가정을 정확히 반영하는 행렬을 구성하는 것이다. 이때 '이웃'의 정의는 다양할 수 있으며, 이에 따라 행렬 구성 방법도 달라진다. 일반적인 방법으로는 두 구역이 이웃하는 경우 가중치 1을 부여하고 그렇지 않으면 0을 부여한다. 다른 흔한 방법으로는 {\displaystyle k}개의 최근접 이웃에 가중치 1을 부여하고, 그 외에는 0을 부여하는 것이다. 이외에도 거리에 따른 감쇠 함수를 사용하여 가중치를 할당하는 방법, 공유된 경계의 길이를 이용하여 이웃에 다른 가중치를 할당하는 방법이 존재한다. {\displaystyle I} 값은 가중치에 상당히 민감하므로 공간 가중치 행렬의 선택은 해당 현상에 대한 이론에 따라 이루어져야 하며, 특히 거리에 기반한 가중치를 사용할 경우 현상에 대한 결론에 영향을 미칠 수 있다.

### 기댓값
공간적 자기상관이 없다는 귀무가설({\displaystyle H_{0}}) 하에서 모란지수의 기댓값은 다음과 같다.
{\displaystyle E(I)={\frac {-1}{N-1}}}
이 기댓값에 사용되는 귀무 분포(null distribution)는 입력 변수 {\displaystyle x}가 무작위로 균일하게 선택된 순열({\displaystyle \pi })에 의해 순열 재배치된다는 가정에 기반한다(여기서 기댓값은 순열 선택에 대한 것이다).
표본 크기가 클수록(즉, {\displaystyle N}이 무한대에 가까워질수록) 기댓값은 0에 가까워진다.
모란지수의 분산은 다음과 같다.
{\displaystyle \operatorname {Var} (I)={\frac {NS_{4}-S_{3}S_{5}}{(N-1)(N-2)(N-3)W^{2}}}-(E(I))^{2}}
여기서,
{\displaystyle S_{1}={\frac {1}{2}}\sum _{i}\sum _{j}(w_{ij}+w_{ji})^{2}}
{\displaystyle S_{2}=\sum _{i}\left(\sum _{j}w_{ij}+\sum _{j}w_{ji}\right)^{2}}
{\displaystyle S_{3}={\frac {N^{-1}\sum _{i}(x_{i}-{\bar {x}})^{4}}{(N^{-1}\sum _{i}(x_{i}-{\bar {x}})^{2})^{2}}}}
{\displaystyle S_{4}=(N^{2}-3N+3)S_{1}-NS_{2}+3W^{2}}
{\displaystyle S_{5}=(N^{2}-N)S_{1}-2NS_{2}+6W^{2}}
-1/(N-1)보다 현저히 낮은 값은 음의 공간적 자기상관을 나타내고, -1/(N-1)보다 현저히 높은 값은 양의 공간적 자기상관을 나타낸다. 통계적 가설 검정을 위해 모란지수 값을 표준 점수로 변환할 수 있다.
I  값의 범위는 {\displaystyle {\frac {N}{W}}w_{min}}부터 {\displaystyle {\frac {N}{W}}w_{max}}까지이다. 여기서 {\displaystyle w_{min}}과 {\displaystyle w_{max}}는 가중치 행렬의 해당 최소 및 최대 고유값(eigenvalues)이다. 행 정규화된 행렬의 경우 {\displaystyle {\frac {N}{W}}=1}이다.
모란지수는 기어리 통계량(Geary's C)과 반비례 관계를 갖지만, 완전히 동일하지는 않다. 모란지수는 전역적 공간적 자기상관을 측정하는 반면, 기어리 통계량은 국지적 공간적 자기상관에 더 민감하다.

## 국지적 모란지수

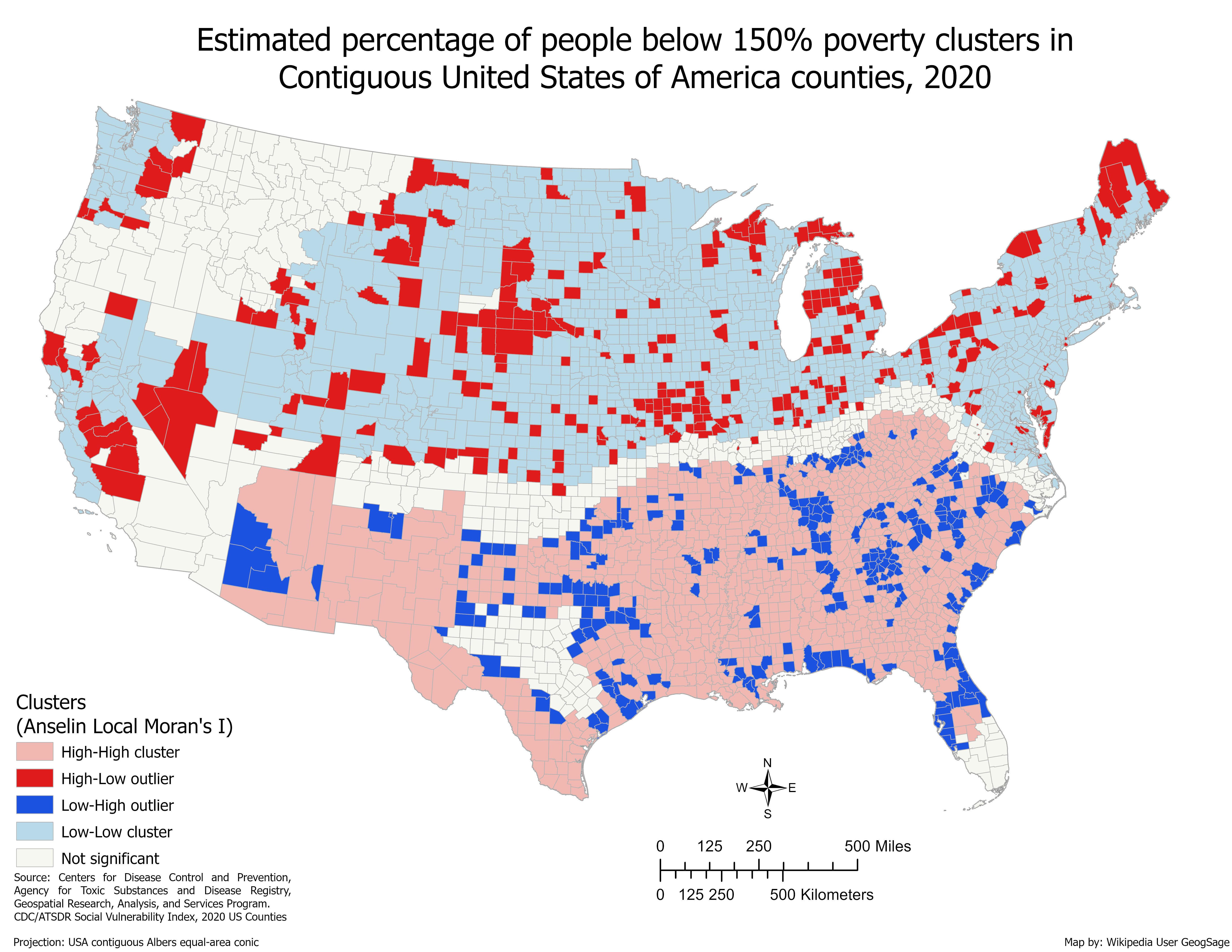
다음은 2020년 미국 본토 카운티별 추정 빈곤층 비율의 군집을 나타낸 것이며, 안셀린 국지적 모란지수(Anselin Local Moran's I)를 사용하여 계산하였다.

전역적 공간적 자기상관 분석은 전체 연구 영역을 요약하는 단 하나의 통계량만을 산출한다. 즉, 전역적 분석은 동질성(homogeneity)을 가정한다. 이러한 가정이 충족되지 않으면, 통계량이 공간에 따라 달라져야 하므로 단 하나의 통계량을 갖는 것은 의미가 없다.
더욱이, 전역적 자기상관이나 군집성이 없더라도 국지적 공간적 자기상관 분석을 이용하여 국지적 수준에서 군집을 발견할 수 있다. 모란지수가 개별 교차곱의 합이라는 사실은 "공간 연관성 국지 지표"(LISA, Local Indicators of Spatial Association)에 의해 활용되어, 각 공간 단위에 대한 국지적 모란지수(Ii)를 계산하고 각 Ii의 통계적 유의성을 평가함으로써 개별 단위의 군집성을 평가한다. 전역적 모란지수 공식으로부터 다음을 얻을 수 있다.
{\displaystyle I_{i}={\frac {x_{i}-{\bar {x}}}{m_{2}}}\sum _{j=1}^{N}w_{ij}(x_{j}-{\bar {x}})}
여기서,
{\displaystyle m_{2}={\frac {\sum _{i=1}^{N}(x_{i}-{\bar {x}})^{2}}{N}}}
따라서,
{\displaystyle I=\sum _{i=1}^{N}{\frac {I_{i}}{N}}}
I는 전역적 자기상관을 측정하는 전역적 모란지수이며, Ii는 국지적 모란지수, N은 공간상 분석 단위의 개수이다.
LISA는 룩 안셀린(Luc Anselin)이 1995년에 제안한 국지적 모란지수를 사용하는 GeoDa와 ArcGIS Pro에서 계산할 수 있다.

## 사용례
모란지수는 지리학 및 지리정보과학 분야에서 널리 사용되며, 다음과 같은 몇 가지 예시가 존재한다.
- 건강 변수의 지리적 차이 분석[6]
- 공공 수돗물 내 리튬 농도가 정신 건강에 미치는 영향 규명[7]
- 방언학에서 지역별 언어 변이의 유의성 측정[8]
- 지형학 연구를 위한 의미 있는 지형 분할의 목적 함수 정의[9]

## 같이 보기
- 거리 감쇠
- 기어리 통계량
- 공간적 이질성
- 토블러의 지리학 제1법칙

## 참고 문헌
1. ↑  Moran, P. A. P. (1950). “Notes on Continuous Stochastic Phenomena”. 《Biometrika》 37 (1): 17–23. doi:10.2307/2332142. JSTOR 2332142. PMID 15420245.
2. ↑  Li, Hongfei; Calder, Catherine A.; Cressie, Noel (2007). “Beyond Moran's I: Testing for Spatial Dependence Based on the Spatial Autoregressive Model”. 《Geographical Analysis》 39 (4): 357–375. doi:10.1111/j.1538-4632.2007.00708.x.
3. ↑  Anselin, Luc (2005). “Exploring Spatial Data with GeoDa: A Workbook” (PDF). Spatial Analysis Laboratory. 138쪽.
4. ↑  “Cluster and Outlier Analysis (Anselin Local Moran's I) (Spatial Statistics)”. ESRI. 2024년 5월 28일에 확인함.
5. ↑  Anselin, Luc (1995). “Local Indicators of Spatial Association—LISA”. 《Geographical Analysis》 27 (2): 93–115. doi:10.1111/j.1538-4632.1995.tb00338.x.
6. ↑  Getis, Arthur (2010년 9월 3일). “The Analysis of Spatial Association by Use of Distance Statistics”. 《Geographical Analysis》 24 (3): 189–206. doi:10.1111/j.1538-4632.1992.tb00261.x.
7. ↑  Helbich, M; Leitner, M; Kapusta, ND (2012). “Geospatial examination of lithium in drinking water and suicide mortality”. 《Int J Health Geogr》 11 (1): 19. doi:10.1186/1476-072X-11-19. PMC 3441892. PMID 22695110.
8. ↑  Grieve, Jack (2011). “A regional analysis of contraction rate in written Standard American English”. 《International Journal of Corpus Linguistics》 16 (4): 514–546. doi:10.1075/ijcl.16.4.04gri.
9. ↑  Alvioli, M.; Marchesini, I.; Reichenbach, P.; Rossi, M.; Ardizzone, F.; Fiorucci, F.; Guzzetti, F. (2016). “Automatic delineation of geomorphological slope units with r.slopeunits v1.0 and their optimization for landslide susceptibility modeling”. 《Geoscientific Model Development》 9: 3975–3991. doi:10.5194/gmd-9-3975-2016.